# 군체

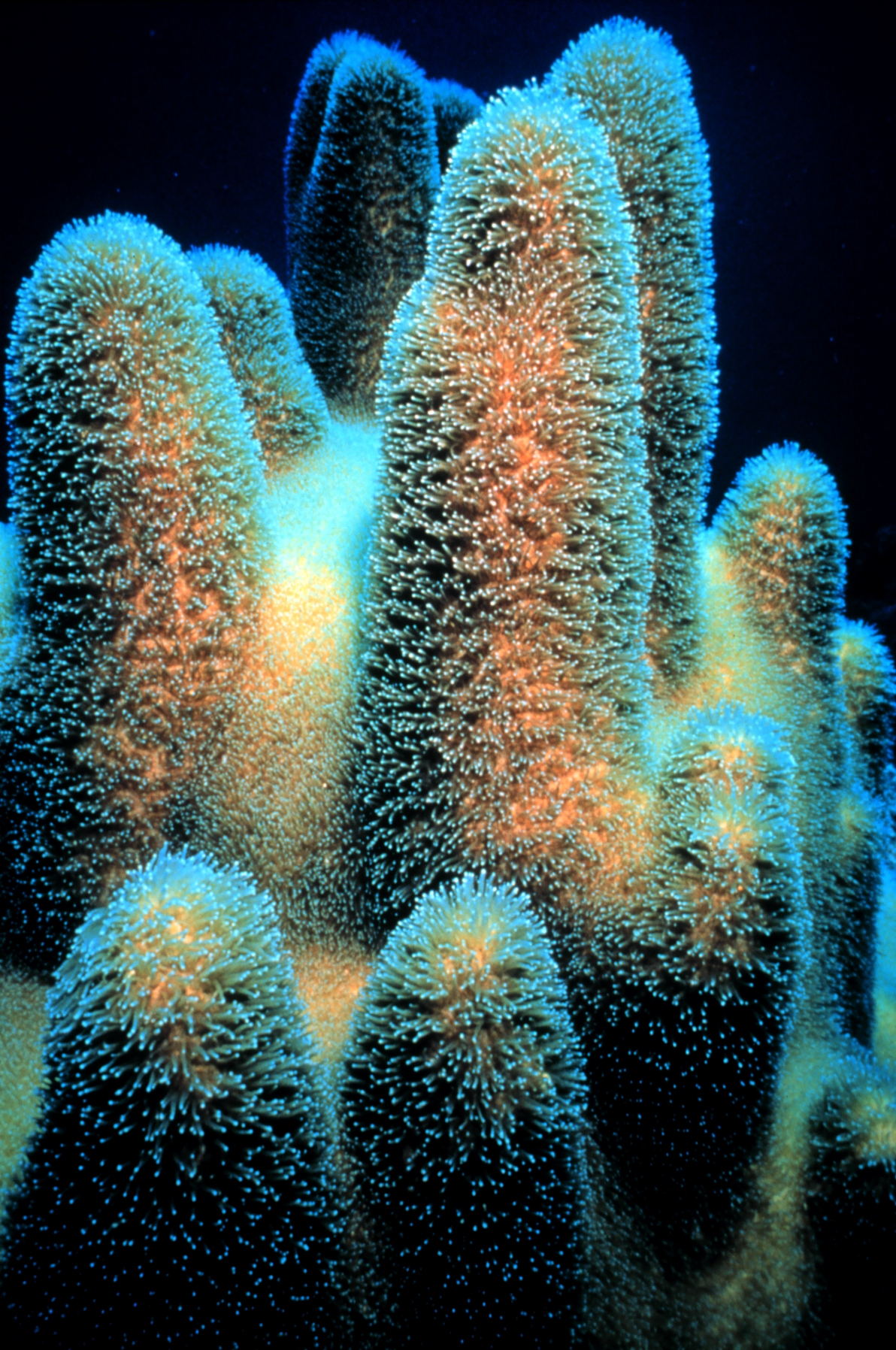
군체를 이루는 산호 중 기둥산호

군체(群體, 영어: colony)는 유글레나와 같은 편모충류의 무리가 세포분열한 다음 각각의 세포가 분리되지 않고, 원형질의 일부로 연결되어 있는 것을 말한다. 군체 중에는 세포의 집단이 젤라틴 모양의 물질에 싸여 있는 경우도 많다. 분열법이나 출아법에 의해 생긴 새로운 개체가 서로 몸의 일부, 또는 몸에서 밖으로 분비한 껍질 등의 구조로 연결되어 있는 집합이다.
다세포 동물은 세포의 군체라고 할 수 있으나, 이는 보다 진화된 하나의 개체로 되어 있는 것이다. 다세포 동물이 군체를 이루고 있는 예는 다음과 같다. 산호는 분비한 석회질 속에 많은 산호충(폴립)이 파묻혀 군체를 형성하고 있으며, 산호충의 강장은 서로 이어져 있다. 해파리와 산호충을 포함하는 강장동물 중에는 군체를 이루는 것이 많다.
한편 물에 사는 작은 동물인 태충류는 가는 나뭇가지 모양, 덩어리 모양, 노끈 모양 또는 해면 모양 등으로 군체를 이루어 생활한다. 개체의 체벽은 서로 이어져 있는데, 그 표면은 종류에 따라 한천(우무) 모양이거나 키틴질이기도 하다. 또 척추동물에 가까운 우렁쉥이류에도 군체를 이루는 것이 많다. 이것은 출아법에 의해 생긴 새로운 개체가 원래의 개체와 분리되지 않고 군체를 만드는 것이다. 군체는 주로 하등 동물에서 볼 수 있으며, 고등동물인 척추동물이나 곤충류에서는 군체를 볼 수 없다.

## 같이 보기
- 군락
- 군집
- 무리